# Ahafo Ano nord
Ahafo Ano nord est un district du Ghana.
Sa population vit, pour près de 85 %, des produits de l'agriculture.